# Cirurgia na Roma Antiga
A cirurgia na Roma antiga teve sua prática desenvolvida a partir de técnicas gregas. Os cirurgiões e médicos romanos geralmente aprendiam por meio de aprendizados ou estudos. Antigos médicos romanos, como Galeno e Celso, descreveram técnicas cirúrgicas romanas em sua literatura médica, como De Medicina. Esses métodos englobavam a cirurgia oral moderna, cirurgia estética, suturas, ligaduras, amputações, tonsilectomias, mastectomias, cirurgias de catarata, litotomias, reparo de hérnia, ginecologia, neurocirurgia e outros. A cirurgia era uma prática rara, pois era perigosa e muitas vezes tinha resultados fatais. Para realizar esses procedimentos, eles usaram ferramentas como espéculos, cateteres, enemas, alavancas ósseas, osteótomos, flebótomos, sondas, curetas, brocas ósseas, pinças ósseas, vasos de ventosas, facas, bisturis, tesouras e espatas.

## História
As práticas médicas romanas, incluindo a cirurgia, foram emprestadas dos gregos, com muitos cirurgiões romanos vindos da Grécia. No século II dC, Galeno, um médico grego, aprimorou o conhecimento cirúrgico romano combinando o conhecimento médico grego e romano. Aulus Cornelius Celsus foi outro médico romano notável pelo avanço no campo da cirurgia. Seu trabalho De Medicina descreve operações como tonsilectomias e cirurgia de catarata. Ao lado desses cirurgiões e médicos, Sorano de Éfeso introduziu tecnologias como a cadeira de parto. Os cirurgiões foram atraídos para a Roma antiga devido ao potencial de sucesso e riqueza. Os médicos aprendiam por meio de cursos particulares com outros médicos, seus familiares, na cidade de Alexandria, ou por autodidatismo. Charlatães e malversação eram comuns na Roma antiga, pois qualquer indivíduo, independentemente de seu treinamento ou qualificação, podia praticar medicina. Isso resultou na desconfiança do público em geral em relação aos médicos. Cirurgiões de alta qualidade frequentemente serviam às classes altas. De acordo com Celso, o cirurgião perfeito seria um homem mais jovem com mãos fortes e firmes, olhos aguçados, um espírito forte e um forte senso de empatia e compaixão. A cirurgia era rara na Roma antiga, pois era raro um paciente se recuperar e o procedimento era perigoso. A maioria dos procedimentos cirúrgicos foi limitada a lacerações ou amputações da pele.